# Institut za nestale osobe Bosne i Hercegovine
Institut za nestale osobe Bosne i Hercegovine (srp.: Институт за нестала лица Босне и Херцеговине), javna ustanova koja koja se bavi pitanjem osoba koje su nestale tokom rata u Bosni i Hercegovini. Obveza Instituta je pronaći nestale osobe i uspostaviti Središnju evidenciju nestalih (CEN) osoba u Bosni i Hercegovini. Sjedište Instituta je u Sarajevu.

## Povijest
Prije nego što je Institut osnovan, prethodio je dvogodišnji proces konsultacija u koji su bili uklјučeni predstavnici nestalih, entitetskih vlada, Brčko distrikta BiH, te Međunarodnog Crvenog križa, koji se nalazio u službi promatrača. Institut za nestale osobe Bosne i Hercegovine je nastao kao institucija na državnom nivou Bosne i Hercegovine, 30. kolovoza 2005., na Međunarodni dan nestalih, kada je obilјežen transfer odgovornosti s entitetskih komisija, na državni nivo.
Uspostavlјanje Instituta za nestale osobe je u tom momentu bila prekretnica u oporavku nakon rata u Bosni i Hercegovini, osiguravajući jedan održiv mehanizam domaćih vlasti za pronalaženje nestalih osoba bez obzira na njihovo etničku ili vjersku pripadnost ili njihovu ulogu u prošlim neprijatelјstvima.
Institut također osigurava da masovne grobnice budu zaštićene, dokumentovane, te pravilno iskopane kao i da članovi obitelji nestalih i drugi mogu učestvovati u radu Instituta za nestale osobe Bosne i Hercegovine.

## Vanjske poveznice
- U BiH pronađeno 85 posto nestalih osoba, do sada verificirano njih 27.000  Arhivirana inačica izvorne stranice od 22. prosinca 2019. (Wayback Machine)